# Старики (Гагарінський район)
Старики (рос. Старики) — присілок Гагарінського району Смоленської області Росії. Входить до складу Покровського сільського поселення.
Населення — 78 осіб.